# Iglesia de Chelas
La iglesia de Chelas es un templo situado en la freguesia de Marvila, en Portugal. Formó parte del antiguo convento de San Félix y San Adrían de Chelas que allí existió (en portugués: São Félix e Santo Adrião de Chelas). El pórtico, de estilo manuelino, y su cubrición exterior, están clasificados como monumento nacional de Portugal.
Las primeras evidencias materiales de la existencia del templo se remontan al siglo X, aunque se supone que el lugar fue ocupado en tiempos de romanos y visigodos. En dicho siglo la comunidad mozárabe local reconstruyó una primitiva iglesia que allí había. En 1604 se sabe que se reconstruyó el monasterio, después muy modificado, pues sirvió, tras desaparecer las órdenes religiosas en Portugal, como fábrica de pólvora y archivo general del ejército.
- Datos: Q5994112
- Multimedia: Igreja de Chelas / Q5994112